# Garz (Usedom)
Garz ist eine Gemeinde südlich der Ostseeküste auf der Insel Usedom. Sie liegt im östlichen Teil des Achterlandes der Insel Usedom direkt am Kleinen Haff (Stettiner Haff). Die Gemeinde wird vom Amt Usedom-Süd mit Sitz in Usedom verwaltet.

## Geografie und Verkehr
Die Gemeinde Garz erstreckt sich vom Nordufer des Stettiner Haffs bis zur östlich gelegenen Grenze zu Polen. Am Haff grenzt Garz östlich an die Gemeinde Kamminke und westlich an Zirchow. Im Norden befindet sich die Gemeinde Korswandt und circa sechs Kilometer nördlich liegt das Seebad Heringsdorf. Das östliche Areal des Flughafens Heringsdorf liegt auf Garzer Gemeindegebiet.
Durch das nördliche Gebiet der Gemeinde, die im Naturpark Insel Usedom liegt, verläuft die Bundesstraße 110. Im Nordosten befinden sich der verlandete Zerninsee und der Golm (Usedom), mit 69 Metern die höchste Erhebung auf der Insel Usedom.

## Geschichte
An der Grenze vom Wald westlich vom Golm zum Swinemoor befindet sich ein Rillenstein (Kultstein) aus dem Neolithikum (5500 bis 1800 vdZ).
Die Gegend um Garz war bereits in der jüngeren Bronzezeit besiedelt, wie ein aus dieser Zeit stammender Burgwall auf dem nahegelegenen Golm und dort bei Ausgrabungen gemachte Bodenfunde zeigen. Dazu gehört auch ein Abschnittswall (Landwehr) westlich von diesem Burgwall. Direkt bei Garz und auch auf dem Golm sind einige bronzezeitliche Hügelgräber (1800 bis 600 vdZ) archäologisch nachgewiesen.
Die Vermutung, der auf der ersten Missionsreise des Bischofs Otto von Bamberg 1124 besuchte Ort Gridiz, wo er auch eine Kirche einweihte, sei mit Garz gleichzusetzen, konnte bisher weder bestätigt noch widerlegt werden.
Als urkundliche Ersterwähnung des Ortes gilt heute die Nennung eines Pfarrers Parochianus Petrus aus Gardist im Jahre 1231. Eine zweite urkundliche Erwähnung erfolgte 1242, als das Kloster Dargun für Gardis und das wenige Kilometer östlich gelegene Kaseburg (heute Karsibór) erste Besitzansprüche erwarb. Wahrscheinlich gab es zu dieser Zeit bereits eine Kirche in Garz, die heutige wurde um 1450 gebaut.
Bei Niemeyer sind andere Datierungen verzeichnet. Als Ersterwähnung gilt dort 1177, als der Ort mit „Gardis“ genannt wurde. Die nächste urkundliche Erwähnung erfolgte 1246 (mit PUB 446) als „Gardiz“.
Nach der Einführung der Reformation in Pommern 1534 und der nach 1537 erfolgten Säkularisation wurde Garz zusammen mit dem Nachbarort Kamminke vom herzoglichen Amt Usedom/Pudagla verwaltet.
Im Dreißigjährigen Krieg teilte Garz das Schicksal aller Orte der Insel Usedom, die zunächst von den Kaiserlichen Truppen besetzt wurde. Für den Ausbau von Schanzen an der Swine auf Befehl Wallensteins mussten auch Garzer Einwohner Hand- und Spanndienste leisten. Nach dem Westfälischen Frieden im Jahr 1648 kam Garz zu Schwedisch-Pommern. Nach dem Frieden von Stockholm 1720 wurde es preußisch. Die erstmals 1602 erwähnte Garzer Windmühle besaß im 18. Jahrhundert den Mühlenzwang für die umliegenden Orte bis Königlich-Ahlbeck im Norden und Bossin im Westen. Die Gründung der nahegelegenen Stadt Swinemünde und der Ausbau des dortigen Hafens führten in Garz zu einem Ansteigen der Einwohnerzahl. Es siedelten sich vor allem Handwerker an, die in Swinemünde ihrer Arbeit nachgingen, während ihre Familien als Büdner eine kleine Landwirtschaft betrieben. 1852 forderte eine Choleraepidemie in Garz und den Nachbarorten zahlreiche Tote. Zehn Jahre später hatte Garz 448 Einwohner, die in 74 Häusern lebten. Mehr als die Hälfte davon waren Büdnerstellen.
Nach der Verwaltungsreform 1815 kam Garz zur preußischen Provinz Pommern und gehörte von 1818 bis 1945 zum Landkreis Usedom-Wollin.
Seit 1876 wurde Garz in kurzer Entfernung von der Bahnstrecke Ducherow – Swinemünde berührt. Die wichtigste Zufahrt nach Garz erfolgt noch heute durch eine Untertunnelung dieser Bahnstrecke.
Da sich am Golm eine glaziale Scholle befand, legte man um 1880 in der Nähe der späteren B 110 zwei Kreidebrüche an. Sie waren aber nicht sehr ergiebig.
Anfang des 20. Jahrhunderts unterhielt die Swinemünder Garnison auf dem Gebiet der Gemeinde einen Exerzierplatz, auf dem auch Schießübungen durchgeführt wurden. Um Transportwege zu sparen, wurden die Feldhaubitzen in einem sogenannten Kanonenschuppen am westlichen Ortsrand untergebracht. Dieser Schuppen diente auch als Lager, als 1935 mit dem Ausbau des Fliegerhorstes Garz begonnen wurde. Da sie die Flugsicherheit beeinträchtigte, wurde die Garzer Windmühle 1938 abgerissen.
Am 4. Mai 1945 beschossen sowjetische Flugzeuge den Ort. Der Fliegerhorst Garz war zu dieser Zeit bereits verlassen worden. Bei dem vor allem mit Bordkanonen und kleineren Bomben erfolgten Angriff wurden von 82 Gehöften 22 völlig und sechs teilweise zerstört. Ein Mann starb durch Brandverletzungen. Am folgenden Tag besetzte die Rote Armee den Ort und den Flugplatz.
Nach dem Ende des Zweiten Weltkrieges wurden auf dem Fliegerhorst neben Flugzeugen auch sowjetische Panzertruppen stationiert. Diese nutzten das Gemeindegebiet am Kleinen Haff und im Wald westlich des Golms bis zu ihrem Abzug 1980 als Übungsgebiet für ihre T-54. Der Fliegerhorst Garz, der 1962 in Flughafen Heringsdorf umbenannt wurde, diente den NVA-Luftstreitkräften als Ausweichflugplatz. Bei solchen Einsätzen wurden auf dem Garzer Mühlenberg Funktechnische Truppen stationiert. Von 1962 bis zum Ende der 1970er Jahre wurde der Flugplatz von der zivilen Fluggesellschaft Interflug mitgenutzt.
Der Kanonenschuppen wurde nach 1945 nicht mehr militärisch genutzt. Hier wurde ab 1950 ein Stützpunkt der Maschinen-Ausleih-Station (MAS) Stolpe eingerichtet und 1960 nach Gründung der LPG zur Maschinen-Traktoren-Station (MTS) umgewandelt. Die Polytechnische Oberschule Zirchow führte hier ESP- und PA-Unterricht durch. Seit der Wende wird das Gebäude von der Gemeinde und der Freiwilligen Feuerwehr genutzt.
Von 1945 bis 1952 bildete die Gemeinde, mit dem nach dem Zweiten Weltkrieg bei Deutschland verbliebenen Teil des Landkreises Usedom-Wollin, den Landkreis Usedom, welcher 1952 im Kreis Wolgast im Bezirk Rostock aufging.
Die Gemeinde gehört seit dem Jahr 1990 zum Land Mecklenburg-Vorpommern. Ab 1992 war sie Teil vom Amt Ahlbeck bis Stettiner Haff und seit dem Jahr 1994 gehörte sie zum Landkreis Ostvorpommern. Zum 1. Januar 2005 ging das bisherige Amt im damals bereits bestehenden Amt Usedom-Süd und der vormalige Landkreis am 4. September 2011 im Landkreis Vorpommern-Greifswald auf.
Im April 2007 öffnete der kurz nach dem Zweiten Weltkrieg geschlossene Grenzübergang Garz-Swinemünde, der acht Monate lang nur von Fußgängern, Radfahrern und Reisebussen genutzt werden konnte, da sich die Zufahrtsstraße auf polnischer Seite noch im Bau befand. An der Errichtung einer Grenzabfertigungsanlage für diesen kurzen Zeitraum wurde Kritik laut. Seit dem Beitritt Polens zum Schengener Abkommen im Dezember 2007 dürfen auch Kraftfahrzeuge mit einem zulässigen Gesamtgewicht bis zu 7,5 t den zweiten Grenzübergang auf der Insel Usedom benutzen, und zwar ohne Grenzkontrollen.

## Politik

### Wahlergebnisse
Bei der Bundestagswahl 2017 erhielt die AfD in Garz 44,1 % der abgegebenen Zweitstimmen, vor der CDU mit 25,4 % und der SPD mit 10,2 % bei einer Wahlbeteiligung von 59,1 %. In den NDR-Nachrichten hieß es in Bezug auf die Wahlergebnisse in Garz und Peenemünde: „Usedom ist eine Hochburg der AfD“.
Bei der Bundestagswahl 2021 erhielt die AfD mit 37,4 % die meisten der abgegebenen Zweitstimmen, vor der SPD mit 24,3 % und der CDU mit 18,7 % bei einer Wahlbeteiligung von 54,9 %. Bei der Europawahl 2024 erzielte die AfD 66,4 % der abgegebenen Stimmen bei einer Wahlbeteiligung von 64,4 %. Bei der Bundestagswahl 2025 stimmten 73,0 % der Wähler in Garz für die AfD (Zweitstimme). Lediglich 34 Personen wählten eine andere Partei.

### Wappen
| Wappen von Garz | Blasonierung: „In Blau ein erhöhter goldener Dreiberg, belegt mit einem hersehenden, silbern gekrönten und schwarz behaarten Brustbild einer Frau, am Hals ein blauer Gewandsaum, silbern gesäumt und eine silberne Halskette mit Kleinod; auf dem Dreiberg ein silberner Wall nebst einer silbernen Burg mit drei spitzbedachten Türmen mit einem betagleuchteten Geschoss, der höhere und breitere mittlere Turm zudem mit offenem Tor, zwischen den Türmen eine gezinnte Mauer; überhöht von einem querrechten goldenen Bischofsstab.“ |
| Wappen von Garz | Wappenbegründung: Im Wappen soll der Dreiberg den sich auf dem Gemeindeterritorium erhebenden, 59 m hohen Golm symbolisieren. Das Frauenbildnis bezieht sich auf die Sage von der Golmprinzessin, einer verwunschenen Fürstentochter, die im Berg ihre Schätze hütet. Mit der Burg soll sowohl der bildliche Bezug zu dem aus dem Slawischen stammenden Ortsnamen (gard = Burg) hergestellt, als auch auf das sagenhafte Schloss der Golmprinzessin hingewiesen werden. Der Bischofsstab soll an den Aufenthalt des Bischofs Otto von Bamberg erinnern. Das Wappen wurde von dem Garzer Peter Graff gestaltet. Es wurde am 19. Juli 2006 durch das Ministerium des Innern genehmigt und unter der Nr. 305 der Wappenrolle des Landes Mecklenburg-Vorpommern registriert. |

### Flagge
Die Gemeinde verfügt über keine amtlich genehmigte Flagge.

### Dienstsiegel
Das Dienstsiegel zeigt das Gemeindewappen mit der Umschrift „GEMEINDE GARZ * LANDKREIS VORPOMMERN-GREIFSWALD“.

## Sehenswürdigkeiten

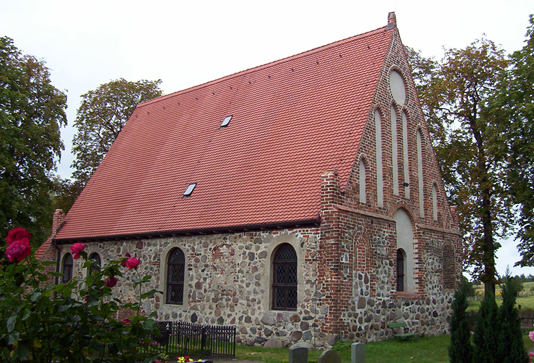
Saalkirche in Garz, Süd-Ost-Ansicht

- spätgotische Back- und Feldsteinkirche aus dem 15. Jahrhundert, siehe Kirche Garz (Usedom)
- Flughafen Heringsdorf